# Малушув (Вроцлавський повіт)
Малушув (пол. Małuszów, нім. Malsen) — село в Польщі, у гміні Кобежиці Вроцлавського повіту Нижньосілезького воєводства.
Населення — 203 особи (2011).
У 1975-1998 роках село належало до Вроцлавського воєводства.

## Демографія
Демографічна структура станом на 31 березня 2011 року:
|          | Загалом | Допрацездатний вік | Працездатний вік | Постпрацездатний вік |
| -------- | ------- | ------------------ | ---------------- | -------------------- |
| Чоловіки | 99      | 22                 | 66               | 11                   |
| Жінки    | 104     | 20                 | 64               | 20                   |
| Разом    | 203     | 42                 | 130              | 31                   |